# 1-氧丹参新酮
1-氧丹参新酮是一种三环二萜有机化合物，分子式C19H20O3，存在于分药花（Salvia abrotanoides）、藥用鼠尾草（Salvia officinalis）、丹参（Salvia miltiorrhiza）等鼠尾草属植物中。